# Scopula unistrigata
Scopula unistrigata är en fjärilsart som beskrevs av Galvagni 1914. Scopula unistrigata ingår i släktet Scopula och familjen mätare. Inga underarter finns listade.